# Ernest van den Haag
Ernest van den Haag (* 15. September 1914 in Den Haag; † 21. März 2002 in Mendham, New Jersey) war ein aus den Niederlanden stammender US-amerikanischer Soziologe, Psychologe, Psychoanalytiker, Kriminologe sowie Rechts- und Wirtschaftswissenschaftler und Publizist.

## Leben
Van den Haag studierte an der Universität Florenz und an der Universität Neapel. Während seines Italien-Aufenthaltes wurde er von den regierenden Faschisten als Kommunist verfolgt, entging mit schweren Verletzungen einem Mordanschlag und wurde für drei Jahre (davon 18 Monate in Einzelhaft) inhaftiert. Nach seiner Entlassung flüchtete er über die Schweiz nach Frankreich, wo er in Paris an der Sorbonne studierte. 1940 emigrierte er über Spanien und Portugal in die USA. Nach einer Übergangszeit als Hilfsarbeiter studierte er an der University of Iowa, wo er 1942 den M.A.-Abschluss (Ökonomie) erwarb. Anschließend arbeitete er als Informationsanalytiker für die US-Regierung. Nach dem Zweiten Weltkrieg arbeitete er als Dozent an einem New Yorker College und schrieb gleichzeitig an seiner Dissertation. Er wurde 1952 an der New York University zum Ph.D. in Ökonomie promoviert. Zwischen 1942 und 1952 wurde van den Haag eigenen Angaben zufolge unter Einfluss des Sozialphilosophen Sidney Hook vom Kommunisten zum Anti-Kommunisten.
Van den Haag lehrte an verschiedenen US-amerikanischen Hochschulen Sozialphilosophie und Sozialpsychologie, praktizierte als Psychoanalytiker und Gerichtsgutachter, war außerplanmäßiger Professor für Rechtswissenschaften an der New York University und Dozent für Soziologie und Psychologie an The New School sowie Gastprofessor für Kriminologie an der University at Albany.
In den ersten zwei Nachkriegsjahrzehnten widmete sich van den Haag hauptsächlich der Analyse des Spannungsverhältnisses von Mensch und Gesellschaft im Industriezeitalter, wobei er eine Zusammenschau von Soziologie und Psychoanalyse versuchte. Danach wurde er als konservativer Publizist (insbesondere im National Review) bekannt, der die Todesstrafe befürwortete und Pornographie bekämpfte. Er postulierte eine genetisch bedingte Minderbegabung von Afro-Amerikanern und befürwortete die Rassentrennung. In den 1960er Jahren behauptete er mit psychologischen Argumenten, eine Integration würde den afro-amerikanischen Kindern schaden.

## Schriften (Auswahl)
- Education as an Industry (1956)
- The Fabric of Society (1957, with Ralph Ross)
- The Jewish Mystique (1969)
- Political Violence and Civil Disobedience (1972)
- Punishing Criminals: Concerning a Very Old and Painful Question (1975)